# Steppin' Out (chanson de Joe Jackson)
Pour les articles homonymes, voir Stepping Out.
Steppin' Out est une chanson de Joe Jackson sortie en 1982 sur son album Night and Day.
Sorti en single en août 1982, le titre est un des plus gros succès de Joe Jackson, atteignant la sixième place aux États-Unis et Top 10 en Angleterre. Il a été nommé aux Grammy Awards en tant qu'enregistrement de l'année et meilleure performance vocale masculine.
Steppin' Out dans sa version originale est basé sur un thème au piano sur un tempo rapide, Joe Jackson le joue habituellement en concert en l'introduisant par des variations du thème au piano à un rythme très lent.
La chanson retrace l'excitation d'une ville la nuit. Joe Jackson a écrit et enregistré l'album Night and Day à New York, et Steppin' Out est la dernière chanson de la face 1 qui décrit diverses rencontres avec la ville. L'auditeur est emmené dans un voyage en taxi à travers Manhattan.
En 2002, Steppin' Out est utilisé dans le jeu vidéo Grand Theft Auto: Vice City, et en 2009 en musique de fond dans le film L'Affaire Farewell.

## Classements
| Classement                     | Meilleure position |
| ------------------------------ | ------------------ |
| Nouvelle-Zélande (RMNZ)        | 21                 |
| Royaume-Uni (UK Singles Chart) | 6                  |

## Reprises
Plusieurs artistes ont repris cette chanson :
- le musicien japonais Fantastic Plastic Machine a repris Steppin'Out sur son premier album en 1997[6] ;
- le groupe indie-pop américain Koufax a repris la chanson sur le verso japonais de leur premier album It Had To Do With Love en 2000 et l'a jouée plusieurs fois en live[7],[8],[9] ;
- la chanteuse américaine Essra Mohawk l'a reprise sur l'album hommage de Joe Jackson Different for Girls en 2004[10] ;
- le chanteur de jazz américain Kurt Elling l'a repris sur son album The Gate en 2011[11] ;
- le musicien américain Tom Brislin a sorti une reprise sous forme de single en 2011[12] ;
- la chanteuse de jazz suisse Renata Friederich a repris cette chanson sur son album City Lights en 2014[13].